# Bunifaziu
Bunifaziu (en francès Bonifacio) és una ciutat de Còrsega. Està situada al sud de l'illa, separada de Sardenya per l'estret de Bunifaziu, i és la comuna francesa metropolitana més meridional.

## Apunts històrics

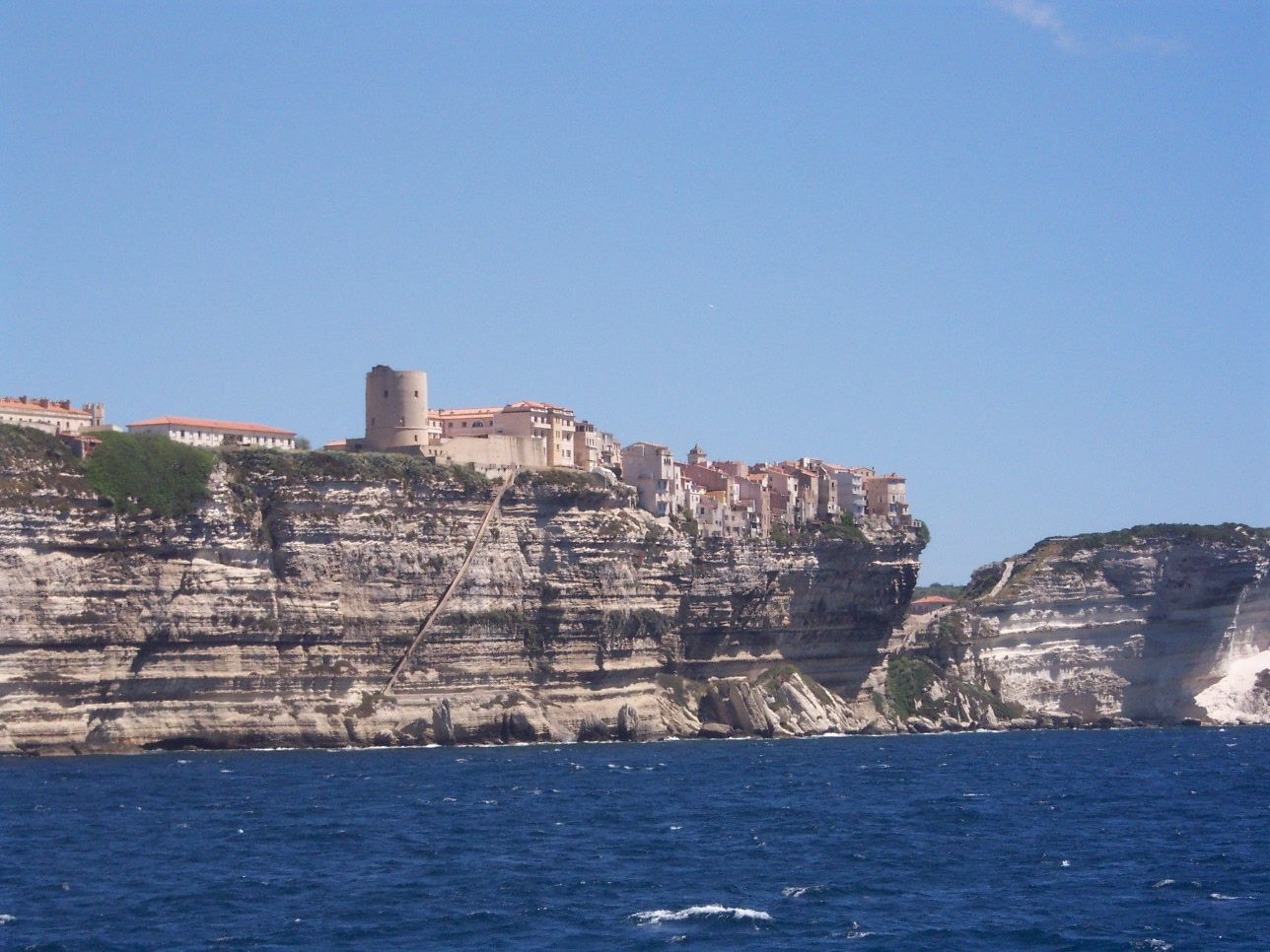
Vista de Bunifaziu

- La ciutat va ser fundada per Bunifazi, marquès de Toscana, però va estar lligada a la república de Gènova. Per aquest motiu el dialecte que s'hi parla és lígur, i no toscà com ho és el cors.

- La part antiga de la ciutat (l'Alta Vila) és una ciutadella situada a l'extrem d'una península sobre uns penya-segats calcaris.

- L'escala del rei d'Aragó (les Escaliers du Roy d'Aragon) és una escala tallada en una falla natural del penya-segat que baixa en picat 65 m des de la ciutadella fins a una gruta inaccessible prop del mar. Està formada per 187 esglaons amb un pendent de 45°. La llegenda explica que l'escala va ser construïda en una nit pel rei d'Aragó, que assetjava la ciutat. El més probable és que fos construïda pels mateixos habitants durant el setge per accedir a un pou d'aigua potable.

- Va ser el 1420 que Alfons el Magnànim hi va enviar una flota que va partir dels Alfacs (Sant Carles de la Ràpita). Després de pacificar l'Alguer havia va conquerit Calvi, però no aconseguí la rendició de la ciutadella de Bonifacio tot i tenir-la assetjada durant mesos, car els genovesos aconseguiren socórrer la ciutat després d'una batalla al seu port.[1] Hi ha un document d'aquest mateix setge on són esmentades les "bombardes manuals", anomenades "escopetes", que tiraven bales de plom.[2]

## Demografia
| 1962 | 1968 | 1975 | 1982 | 1990 | 1999 | 2008 |
| ---- | ---- | ---- | ---- | ---- | ---- | ---- |
| 2418 | 2431 | 2695 | 2736 | 2683 | 2658 | 2890 |

## Administració
| Període   | Identitat              | Partit | Qualitat |
| --------- | ---------------------- | ------ | -------- |
| 1971-1978 | Michel Ferdani         |        |          |
| 1978-1989 | Xavier Sérafino        |        |          |
| 1989-2008 | Jean-Baptiste Lantieri | UMP    |          |
| 2008-     | Jean-Charles Orsucci   | SE     |          |